# Veve
Ein Veve ist ein graphisches Symbol, das einen Voodoo-Geist (Loa) in einem Ritual repräsentiert.
Jeder Loa besitzt ein eigenes Veve, das ihm eindeutig zuzuordnen ist. Allerdings gibt es durch regionale Unterschiede im Voodoo und verschiedene Strömungen durchaus auch unterschiedliche Veve für den gleichen Loa.

## Anfertigen eines Veve
Das Veve wird normalerweise mit staubförmigen Materialien, beispielsweise zerstoßenen Eierschalen, mit Maismehl oder mit Kreide auf dem Boden erstellt, manchmal aber auch einfach mit einem Stock in den Boden geritzt.
Nur Eingeweihte des Voodoos können Veves korrekt zeichnen. Man ist der Meinung, die Macht eines Veves steige mit dem Grad korrekter Details in der Zeichnung.

## Beispiele

Ayizan
Baron Samedi
Maman Brigitte
Damballah
Legba
Ogoun